# Юдді Кріснанді
Юдді Кріснанді (індонез. Yuddy Chrisnandi) (29 травня 1968, Бандунг) — індонезійський дипломат. Надзвичайний і Повноважний Посол Індонезії в Україні (2017–2021).

## Життєпис
На початку своєї політичної кар'єри Юдді Кріснанді, був більш відомий як науковець. Був лектором в декількох університетах Індонезії. Серед інших вищих економічних шкіл (STIE): Сатья Дарма Сінгараджа, STIE Latifah Al Mubarokah Suryalaya, економічний факультет Університету Трисакті та Університету Індонезії. До цих пір він все ще є постійним лектором на економічному факультеті Національного університету м. Джакарта.
Юдді Кріснанді є членом Партії Народної Совісті (Hanura) під керівництвом Віранто. Тут він був обраний головою Центральної виконавчої ради (ДПП) партії «Ганура» та Головою виборчої перемоги (BAPPILU) протягом 2010—2015 років.
Політична кар'єра Юдді Кріснанді починається в партії Голкар. Юдді служив головою Департаменту організації, членства та кадресіса партії Голкар в 2004—2009 роках. Але його політична кар'єра в партії Голкар закінчилася після того, як він не зміг зайняти посаду голови партії.
З 27 жовтня 2014 по 27 липня 2016 рр. — міністр з питань адміністративної реформи та розширення повноважень державного апарату Республіки Індонезія.
13 березня 2017 року призначений Надзвичайним та Повноважним послом Республіки Індонезія в Києві, з акредитацією в Грузії та Вірменії.
27 квітня 2017 року вручив копії вірчих грамот Заступнику міністра закордонних справ України Сергію Кислиці.
28 листопада 2017 року — вручив вірчі грамоти Президенту України Петрові Порошенку.

## Нагороди
- Орден «За заслуги» ІІІ ступеня (Україна, 23 серпня 2022) — за значні особисті заслуги у зміцненні міждержавного співробітництва, підтримку державного суверенітету та територіальної цілісності України, вагомий внесок у популяризацію Української держави у світі.[9]